# Kopaonik (gmina Raška)
Kopaonik (cyr. Копаоник) – wieś w Serbii, w okręgu raskim, w gminie Raška. W 2011 roku liczyła 19 mieszkańców.